# Tourterelle du Cap
Streptopelia capicola
Espèce
Statut de conservation UICN

 LC  : Préoccupation mineure
La Tourterelle du Cap (Streptopelia capicola) est une espèce d'oiseau appartenant à la famille des colombidés. C'est une espèce répandue dans la brousse, la savane, les terres agricoles et les bois du sud et de l'est de l'Afrique. Elle a un collier noir. Le reste de son plumage est gris pâle, avec des teintes plus foncées sur le dos. Elle a aussi le bout des plumes de la queue blanches.

## Description

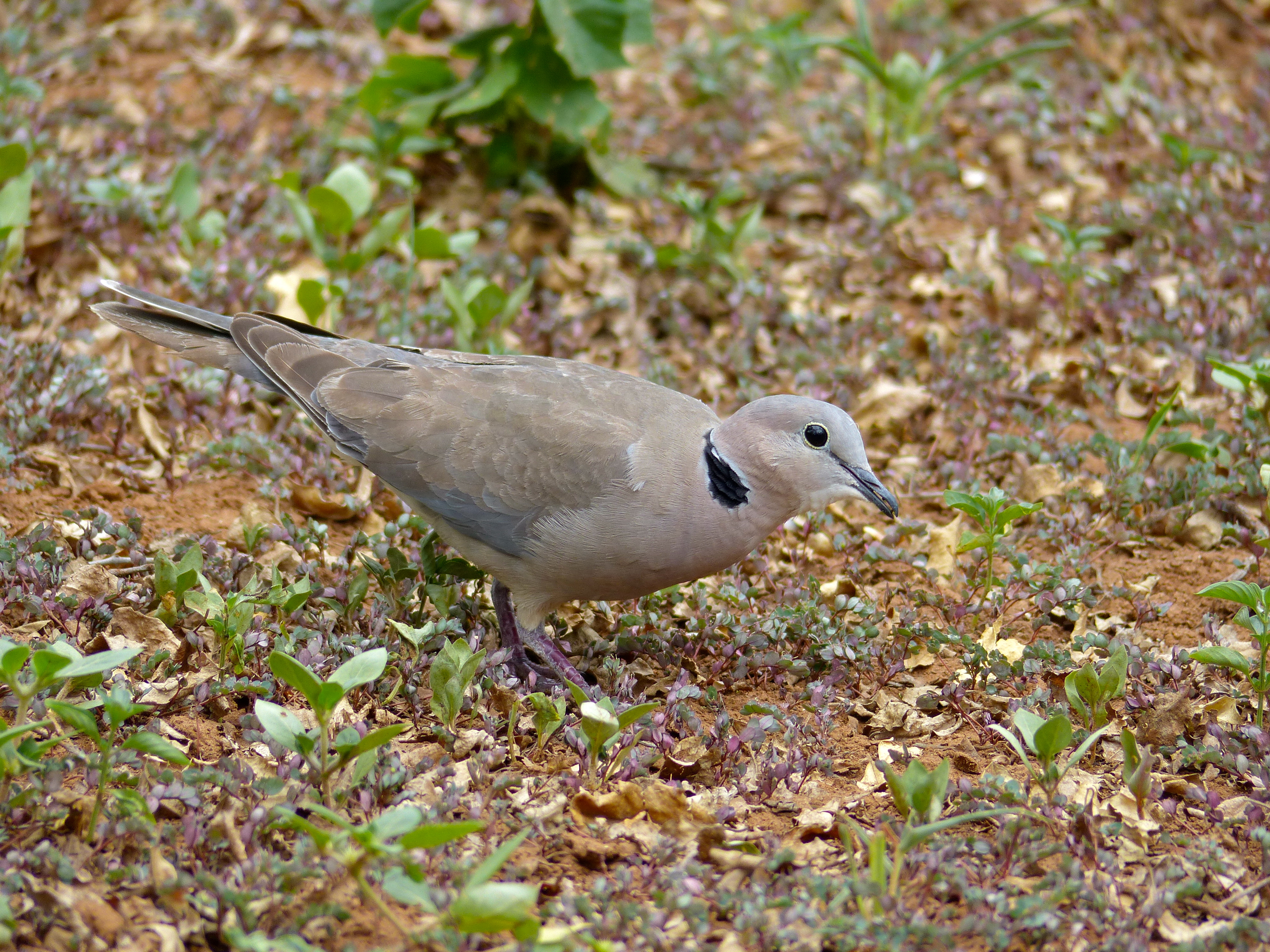
Tourterelle du Cap (Parc national Kruger, Afrique du Sud)

Les mâles et les femelles se ressemblent, bien que les mâles soient légèrement plus grands. Ils font généralement autour de 27 à 28 cm de longueur.

## Habitat
Elles vivent généralement seules ou en couples, bien qu'elles puissent former de plus grandes troupes autour des sources de nourriture et d'eau, contenant parfois des centaines d'oiseaux. Elles sont assez bruyantes en groupes, non seulement pour la variété des appels qu'elles ont tout au long de la journée (et souvent la nuit), mais aussi parce qu'elles battent très fort des ailes quand elles prennent leur envol. Leur appel habituel est un roucoulement monotone Cooka-loo qu'elles répètent dix à trente fois. Elles ont un second appel qui ressemble à un rire. En raison de ce bruit inhabituel  ont dit que le matin son appel est « work haaarder, work haaarder » (travailler plus dur) et, le soir, « drink laaager, drink laaager » (boire une bière) .
Elles passent la nuit au sommet des arbres et cherchent leur nourriture sur le sol dans la journée. Elles boivent principalement le matin. Elles se nourrissent principalement de graines, mais aussi d'insectes à l'occasion, en particulier de fourmis volantes. Quand elles marchent sur le sol, elles hochent la tête à chaque pas. Les autochtones peuvent se faire aider par elles pour trouver du miel sauvage dont elles espèrent  une petite part.

## Reproduction

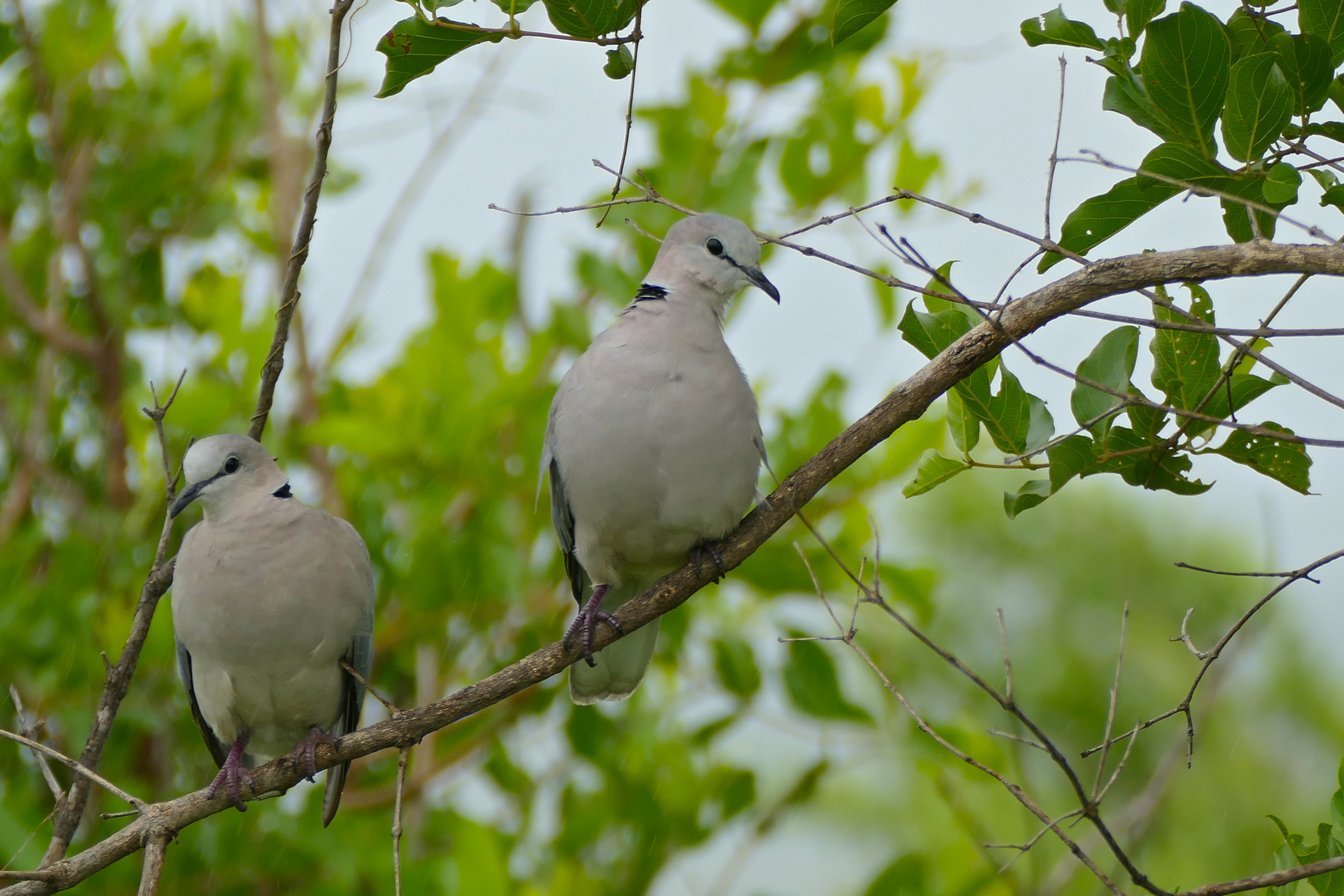
Couple

Elles se reproduisent toute l'année, construisant des nids dans les fourches des arbres. Elles pondent généralement deux œufs de couleur blanc crème par couvée, qui sont couvés pendant 15 jours. Les mâles couvent les œufs pendant la journée, et la femelle la nuit. Les pigeonneaux sont prêts à quitter le nid après 14 jours, et les adultes sont prêts à se reproduire une semaine plus tard. Le mâle va continuer à nourrir les jeunes oiseaux après que la prochaine couvée sera pondue.